# 산업심리학
산업심리학은 산업 및 조직심리학(Industrial and Organizational Psychology: I-O Psychology)의 일부로, 산업 및 조직심리학은 일터(workplace)에서의 개인 행동을 이해하기 위해 심리학의 이론과 원리들을 적용시키는 학문이다. 산업심리학의 주된 목표는 선발과 훈련을 통해 조직의 생산성 및 효율성을 향상시키는 것이다.
산업심리학이 대중화된 계기는 1차 세계대전이다. 이 시기에 로버트 여키즈와 다른 심리학자들은 지능 검사를 통해 지원자 중 지적 능력이 부족한 사람을 선발 대상에서 제외하고, 선택된 지원자들을 적절한 직무에 배치하였다. 미국심리학회(American Psychological Association; APA)의 산업심리학 분과는 1946년에 창설되었고 1970년대에 들어서 공식 명칭이 ‘산업심리학’에서 ‘산업 및 조직심리학’으로 변경되었다. 현재 응용심리학인 ‘산업 및 조직심리학’은 미국심리학회의 제 14분과로 등록되어있다.
산업 및 조직심리학은 과학적 측면과 실무적 측면의 균형을 강조한다. 산업 및 조직심리학자들은 일터에서 일어나는 일들에 대해 보다 체계적으로 이해할 수 있도록 과학적인 방법을 사용하여 연구하며, 이러한 연구결과를 직업 현장에서 일어나는 실제 현상이나 문제를 해결하는 데 적용하기 위해 노력한다. 이를 과학자-전문가 모형이라고 하며, 이 모형은 산업 및 조직 심리학자들을 교육하는 기초가 된다. 산업 및 조직심리학은 다른 심리학 영역들에서 수행하는 연구방법과 동일하게 과학적인 방법들을 사용한다. 그러나 연구의 대상이 보통 실제 현장에 있는 조직과 근로자이기 때문에 연구 결과를 실생활에 응용하는 일반화 가능성을 특히 중요시한다.
산업심리학에서 관심을 가지는 주제 중 하나는 직무 수행이다. 직무 수행은 근로자의 통제 내에 있는 행동 그 자체로, 행동의 결과인 효과성과 효율성, 혹은 결과를 얻기 위해 드는 비용을 고려하는 생산성과 같은 것은 아니다. 직무수행의 결과로는 생산량, 시민행동, 이직, 결근, 정서노동 등이 있다. 산업심리학 영역에서 모든 활동의 기반이 되는 절차로 직무분석(job analysis) 또는 작업분석(work analysis)이 있다. 직무분석은 일을 수행하기 위해 필요한 과업활동과 과업자 능력을 세분화하여 정의하는 절차를 말한다. 직무분석의 결과는 모집, 선발, 훈련 등의 인적자원계획에 이용될 수 있으며, 직무평가, 수행평가의 기초자료로 활용될 수 있다.

## 같이 보기
- 응용심리학
- 교육심리학
- 인적자원관리
- 산업 혁명
- 직무 스트레스
- 직업안전보건
- 조직행동